# Alnair
Alnair (Schreibweise der IAU),  auch Alpha Gruis, α Gruis oder α Gru (Bayer-Bezeichnung), ist ein etwa 100 Lichtjahre entfernter Stern am Südhimmel im Sternbild Kranich (Grus) am Südhimmel. Alnair ist ein Hauptreihenstern des Spektraltyps B6 und gehört mit einer scheinbaren Helligkeit von 1,7 mag zu den 50 hellsten Sternen am Nachthimmel.
Der Eigenname Alnair geht auf den arabischen Sternnamen Al Nair „der Helle“ zurück.